# Sonchus canariensis
Espèce
Synonymes
- Sonchus canariensis subsp. canariensis[1]
- Sonchus pinnatus subsp. canariensis (Sch.Bip.) Aldridge[1]

Sonchus canariensis est une espèce de plantes à fleurs de la famille des Asteraceae et du genre des Sonchus endémique des Îles Canaries.

## Description
Appelé tree sonchus en anglais (laiteron arbre si on traduit mot à mot), la plante prend la forme d'un arbuste avec des rosettes au bout de rameaux.

## Liste des sous-espèces
Selon Catalogue of Life (8 août 2016) :
- sous-espèce Sonchus canariensis subsp. canariensis
- sous-espèce Sonchus canariensis subsp. orotavensis

Selon The Plant List (8 août 2016) :
- sous-espèce Sonchus canariensis subsp. orotavensis Boulos